# Назви хоч як троянду, не зміниться в ній аромат солодкий
«Назви хоч як троянду, не зміниться в ній аромат солодкий»[чий переклад?] (англ. «A rose by any other name would smell as sweet») — це вислів з п'єси Вільяма Шекспіра «Ромео і Джульєтта», в якому Джульєтта ніби стверджує, що немає значення, що Ромео походить із конкуруючого роду Монтеккі. Вислів зазвичай використовується для ствердження, що назви речей не впливають на те, якими ці речі є насправді. Це формулювання, однак, є перефразуванням оригінальної фрази Шекспіра. Джульєтта порівнює Ромео з трояндою, кажучи, що якби його не звали Ромео, він все одно був би красивим і був би коханням Джульєтти. Це означає, що якби він не був Ромео, то не був би Монтеккі, і вона могла б безперешкодно вийти за нього заміж.

## Варіанти українською
Найперше видання «Ромео та Джульєти» в українському перекладі П. О. Куліша за редакцією І. Я. Франка 1901 року містить переклад «Що в прізвищі? Те, що звемо ми „рожа“, назвім инак, все пахнутиме любо». Пізніше видання 1928 року в переробці М. К. Вороного містить такий варіант вислову: «Та й назва що? Те, що звемо „троянда“, назвім інак, все пахнутиме любо».
Своєю чергою, В. О. Мисик 1932 року переклав цю репліку так: «Бо що таке імення? Хай ми розу назвем інакше — аромат лишиться».
«Та й що ім'я? Троянда змінить назву — хіба ж у неї гірший стане запах?» — Переклад А. Я. Гозенпуда.
«Та що ім'я? Назви хоч як троянду, не зміниться в ній аромат солодкий!» — Переклад І. І. Стешенко.

## Походження
У знаменитій промові другої сцени другого акту п'єси Джульєтта вимовляє цю фразу, маючи на увазі дім Ромео: Монтеккі. Репліка підкреслює, що його ім'я (а отже, і ворожнеча його родини з родиною Джульєтти) нічого не означає, і вони повинні бути разом.

Джульєта.
Ромео, о Ромео! де єси?

Зречись твого отця, зречись імення.

Коли-ж не хочеш, присягни, що любиш,

І я не буду більш Капулєтівна.
Ромео (стиха.)
Чи слухатиму ще, чи обізву ся?
Джульєта.
Одно твоє імя — мій ворог лютий,

А ти — ти сам, дарма що ти Монтеккі…

Монтеккі, що воно? рука, нога се?

Плече, лице, чи хоч найменша частка

Людини? О, назвись як небудь инше!

Що в прізвищі? Те, що звемо ми «рожа»,

Назвім инак, все пахнутиме любо.

Хоч як назви Ромео, він — Ромео:

Бо любе совершенство все при ньому.

Переміни-ж своє імя, Ромео,

А за імя, що й тїла не часткує,

Візьми мене усю.
Ромео.
Беру на слові.

Зови мене любовію своєю,

Я вдруге охрещусь, і більш не буду

Ромеом звати ся.
Оригінальний текст (англ.)
Juliet:
O Romeo, Romeo! wherefore art thou Romeo?
 Deny thy father and refuse thy name;
 Or, if thou wilt not, be but sworn my love,
 And I'll no longer be a Capulet.
Romeo:
[Aside] Shall I hear more, or shall I speak at this?
Juliet:
'Tis but thy name that is my enemy;
 Thou art thyself, though not a Montague.
 What's Montague? It is nor hand, nor foot,
 Nor arm, nor face, nor any other part
 Belonging to a man. O, be some other name!
 What's in a name? That which we call a rose
 By any other name would smell as sweet;
 So Romeo would, were he not Romeo call'd,
 Retain that dear perfection which he owes
 Without that title. Romeo, doff thy name,
 And for that name which is no part of thee
 Take all myself.
Romeo:
I take thee at thy word:
 Call me but love, and I'll be new baptized;
 Henceforth I never will be Romeo.

## Оригінальні тексти
Хоч це й одна з найвідоміших цитат з твору Шекспіра, жодне прижиттєве видання не подає текст у тому вигляді, в якому він відомий сучасному читачеві: це майстерна амальгама, зібрана Едмондом Малоуном, редактором XVIII століття.
«Ромео і Джульєтта» була опублікована двічі, у двох дуже різних версіях. Вважається, що перша версія 1597 року, названа «Q1», була несанкціонованою піратською копією або поганим кварто, переданим до друкарні (записаною з пам'яті версією твору). Вона також може, зокрема, являти собою версію п'єси, покращену та доопрацьовану для більшого драматичного ефекту.
Наприклад:

Лише твоє ім'я — мій ворог лютий;

А ти — це ти, а зовсім не Монтеккі…

Що є Монтеккі? Таж чи так зовуть

Лице і плечі, ноги, груди й руки

Або якусь частину тіла іншу?

О, вибери собі нове ім'я!

«Q2», покращене видання 1599 року, вважається більш офіційною версією, надрукованою з оригінального рукопису Шекспіра, хоча, можливо, і без особистої участі Шекспіра. Це припущення ґрунтується на текстових дивацтвах, таких як «фальстарт» промов, які, ймовірно, в рукописі були закреслені недостатньо для того, щоб друкар міг їх помітити.
У ньому використовується текст:

Одно твоє імя — мій ворог лютий,

А ти — ти сам, дарма що ти Монтеккі…

Монтеккі, що воно? рука, нога се?

Плече, лице, чи хоч найменша частка

Людини?

О, назвись як небудь инше!

Що в прізвищі?

Те, що звемо ми «рожа»,

Назвім инак, все пахнутиме любо.

Мелоун міркував, що незручний напіврядок «…найменша частка Людини…» можна знову з'єднати у вірш, виправивши його з «Q1». Сучасні редактори загалом погодилися.